# Saranskoje
Saranskoje (russisch Саранское, deutsch Laukischken) ist eine Siedlung in der russischen Oblast Kaliningrad. Sie gehört zur kommunalen Selbstverwaltungseinheit Stadtkreis Polessk im Rajon Polessk.
Zur Ortschaft gehören auch die Überbleibsel der Landgemeinde Bartuzsen/Bartelshöfen mit dem ehemaligen Gut Groß Wanneggen und dem ehemaligen Vorwerk Klein Mühlwalde sowie das ehemalige Vorwerk Leischkidde/Kleineichenberg.

## Geographische Lage
Die Ortschaft liegt in der historischen Region Ostpreußen, etwa acht Kilometer ostsüdöstlich der Stadt Polessk (Labiau).

## Geschichte

### Gut Adlig Laukischken

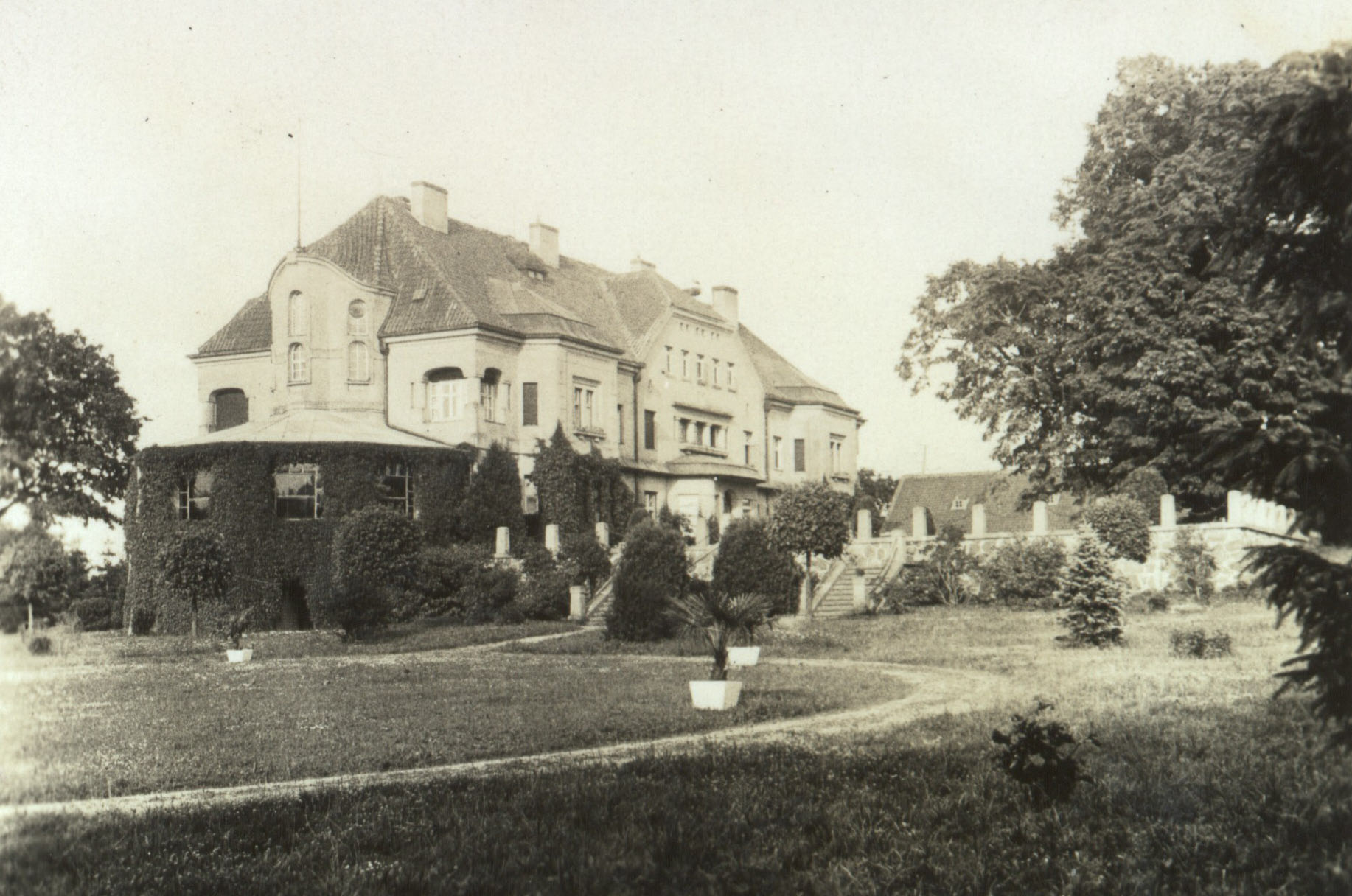
Rittergut Laukischken (1932)

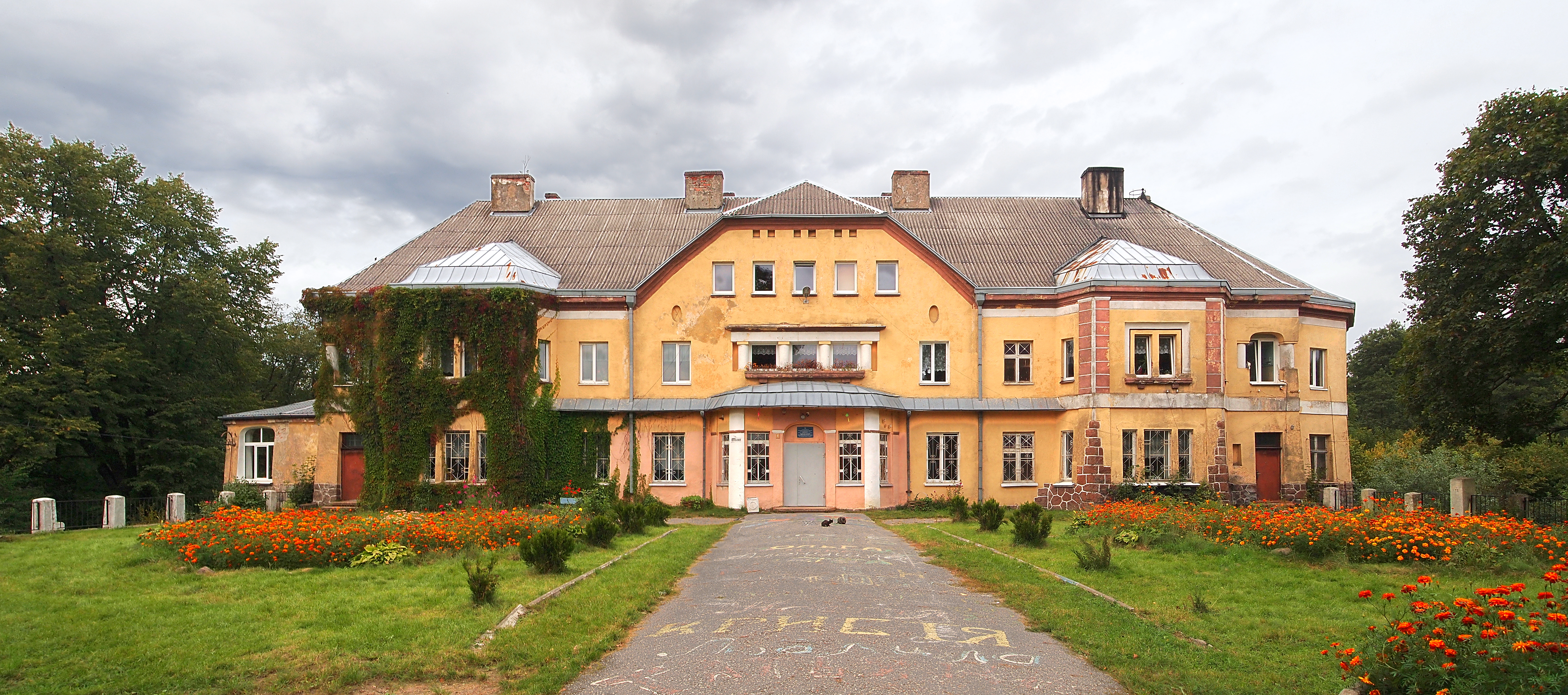
Gutshaus Laukischken

Laukischken, ostnordöstlich von Königsberg und ostsüdöstlich der Stadt Labiau, auf einer Landkarte von 1910

Bei der Teilung des Samlands wurde Lowki 1258 erstmals erwähnt. Genannt wurde eine Burg des Deutschen Ordens, die 1525 Herzog Albrechts Jagdbude wurde. 1584 wurde sie zu einem „schönen lustigen Schlößchen“ ausgebaut.
Im Gutsbezirk Adlig Laukischken waren im Jahr 1910 230 Einwohner registriert. 1913 wurde das Gutshaus aus Anlass der Hochzeit des Besitzers Ludwig Meyländer gen. Rogalla von Bieberstein von den Grundmauern auf neu errichtet. Im Ersten Weltkrieg wurde es schwer beschädigt und danach wieder hergerichtet. 
Am 1. April 1927 hatte das Rittergut Adlig Laukischken eine Flächengröße von 631 ha, 49 ar und 71 m², und am 16. Juni 1925 hatte der Gutsbezirk 213 Einwohner.  Am 30. September 1928 wurde der Gutsbezirk Adlig Laukischken in die Landgemeinde Laukischken eingegliedert.
Im Jahr 1940 wurde der Gutsbesitzer hingerichtet oder starb durch Suizid nach der Inhaftierung durch das nationalsozialistische Regime. Daraufhin wurde das Anwesen von der Kaiser-Wilhelm-Gesellschaft übernommen. Unter anderem wirkte dort von 1941 bis 1944 der Lupinenzüchter Joachim Hackbarth. Nach dem Zweiten Weltkrieg wurde dort eine Schule eingerichtet.
Zum Gut Laukischken gehörte auch das Vorwerk Powangen.

### Landgemeinde Laukischken
Im südlich an das Gut Laukischken anschließenden Dorf wohnten die Familien von Eigenkätnern, Instleuten und Handwerkern. Es gab dort auch eine Windmühle. Bei der Einführung der Amtsbezirke im Jahr 1874 wurde das Dorf als Landgemeinde Sitz eines solchen im Kreis Labiau. Im Jahr 1892 wurde das ehemalige Vorwerk Klein Wanneggen in die Landgemeinde Laukischken eingegliedert. Im Jahr 1910 waren in der Landgemeinde 416 Einwohner registriert. Im Jahr 1928 wurden die Gutsbezirke Adlig Laukischken (s. o.) und Adlig Paddeim (s. u.) in die Landgemeinde Laukischken eingegliedert. In der so erweiterten Landgemeinde belief sich die Einwohnerzahl im Jahr 1933 auf 725 und im Jahr 1939 auf 826.

### Gut (Adlig) Paddeim
Das Gut Paddeim wurde 1336 das erste Mal erwähnt und besaß einen großen Park. Der Gutsbezirk (Adlig) Paddeim wurde 1874 in den Amtsbezirk Laukischken eingegliedert. Im Jahr 1910 gab es dort 215 Einwohner. 1928 kam der Gutsbezirk zur Landgemeinde Laukischken.

#### Leischkidde/Kleineichenberg
Leischkidde war ein Vorwerk zum Gut (Adlig) Paddeim (s. o.). 1928 wurde es in die Landgemeinde Eichenberg (nicht mehr existent) eingegliedert und dort im Jahr 1938 in Kleineichenberg umbenannt.

### Bartuszen/Bartuschen (Bartelshöfen)
Das um 1443 gegründete Dorf Bartuszen bestand vor 1945 aus ein paar großen und kleinen Höfen und einer Windmühle. Im Jahre 1874 wurde die Landgemeinde in den neu errichteten Amtsbezirk Laukischken eingegliedert. Im Jahre 1910 waren hier 76 Einwohner registriert. Im Jahr 1928 wurden die Gutsbezirke Groß Wanneggen und Groß Mühlwalde (gehörte nach 1945 mit zu Nowodworki, heute nicht mehr existent) mit dem Vorwerk Klein Mühlwalde in die Landgemeinde Bartuszen eingegliedert. In der so erweiterten Landgemeinde belief sich die Einwohnerzahl im Jahr 1933 auf 122 und betrug 1939 – nachdem der Ort 1936 in „Bartuschen“ und 1938 in „Bartelshöfen“ umbenannt worden war – noch 107.

### Saranskoje
In Kriegsfolge kam Laukischken 1945 mit dem nördlichen Ostpreußen zur Sowjetunion. Im Jahr 1947 erhielt der Ort die russische Bezeichnung „Saranskoje“. Gleichzeitig wurde der Ort Sitz eines Dorfsowjets im Rajon Polessk. Laut den verfügbaren Karten wurden in Saranskoje auch die Landgemeinde Bartuzsen/Bartelshöfen mit dem Gut Groß Wanneggen und dem Vorwerk Klein Mühlwalde sowie das Vorwerk Leischkidde/Kleineichenberg mit einbezogen. Von 2008 bis 2016 war Saranskoje Namensgeber einer Landgemeinde, deren Sitz sich aber in Sosnowka befand. Seither gehört der Ort zum Stadtkreis Polessk.

### Amtsbezirk Laukischken (1874–1945)
Zwischen 1874 und 1945 bestand der Amtsbezirk Laukischken, der anfangs aus zwölf Landgemeinden (LG) bzw. Gutsbezirken (GB) bestand:
| Name                                             | Änderungsname 1938–1946 | Russischer Name | Bemerkungen                              |
| ------------------------------------------------ | ----------------------- | --------------- | ---------------------------------------- |
| Adlig Laukischken (GB)                           |                         |                 | 1928 in die LG Laukischken eingegliedert |
| Bartuszen (LG), 1936–1938: Bartuschen            | Bartelshöfen            |                 |                                          |
| Groß Mühlwalde (GB)                              |                         |                 | 1928 in die LG Bartuszen eingegliedert   |
| Groß Wannegen (GB)                               |                         |                 | 1928 in die LG Bartuszen eingegliedert   |
| Kelladen (LG)                                    | Waldwinkel              | Iljitschowo     |                                          |
| Klein Wannegen (GB)                              |                         |                 | 1892 in die LG Laukischken eingegliedert |
| Laukischken (LG)                                 |                         | Saranskoje      |                                          |
| Meyerhof (GB)                                    |                         | Lomonossowka    | 1928 in die LG Schelecken eingegliedert  |
| Paddeim (GB)                                     |                         |                 | 1928 in die LG Laukischken eingegliedert |
| Permauern (LG)                                   | Mauern                  | Lomonossowka    |                                          |
| Schelecken (GB)                                  | Schlicken               | Scholochowo     |                                          |
| Szerszantinnen, (LG) 1936–1938: Scherschantinnen | Kleinwaldwinkel         |                 | 1928 in die LG Kelladen eingegliedert    |
| ab 1935: Lucknojen (LG)                          | Neuenrode               | Sapowedniki     | bis 1935 dem Amtsbezirk Pfeil zugehörig  |

Am 1. Januar 1945 bildeten noch fünf Gemeinden den Amtsbezirk Laukischken: Bartelshöfen, Mauern, Neuenrode, Schlicken und Waldwinkel.

### Saranski selski Sowet/okrug 1947–2008
Der Dorfsowjet Saranski selski Sowet (ru. Саранский сельский Совет) wurde im Juni 1947 eingerichtet. Im Jahr 1954 wurde offenbar ein Teil des Iljitschowski selski Sowet und im Jahr 1961 weitgehend der Nowoderewenski selski Sowet angeschlossen. Nach dem Zerfall der Sowjetunion bestand die Verwaltungseinheit als Dorfbezirk Saranski selski okrug (ru. Саранский сельский округ). Im Jahr 2008 wurden die verbliebenen Orte des Dorfbezirks mit der Ausnahme von Belomorskoje, das in die Landgemeinde Golowinskoje selskoje posselenije gelangte, in die neu gebildete Landgemeinde Saranskoje selskoje posselenije übernommen.
| Ortsname                        | Name bis 1947/50                                                                                    | Bemerkungen |
| ------------------------------- | --------------------------------------------------------------------------------------------------- | --- |
| Belomorskoje (Беломорское)      | Groß Friedrichsgraben I, seit 1918: Hindenburg                                                      | Der Ort wurde 1950 umbenannt und war zunächst in den Dorfsowjet Nowoderewenski eingeordnet.                                                                        |
| Dalneje (Дальнее)               | Pettkuhnen                                                                                          | Der Ort wurde 1947 umbenannt und war zunächst in den Dorfsowjet Nowoderewenski eingeordnet. Er wurde vor 1988 verlassen.                                           |
| Geroiskoje (Геройское)          | Neu Gertlauken                                                                                      | Der Ort wurde 1947 umbenannt und war zunächst in den Dorfsowjet Nowoderewenski eingeordnet. Er wurde vermutlich vor 1988 an den Ort Nowaja Derewnja angeschlossen. |
| Grigorjewka (Григорьевка)       | Sprindlack, Groß Balzerischken, 1938–1945: „Balzershof“, Groß Birkenfelde und (Adlig) Rathswalde    | Der Ort wurde 1947 umbenannt und war zunächst in den Dorfsowjet Nowoderewenski eingeordnet.                                                                        |
| Iljitschowo (Ильичёво)          | Kelladen, 1938–1945: „Waldwinkel“                                                                   | Der Ort wurde 1947 umbenannt und war zunächst der Verwaltungssitz des Dorfsowjets Iljitschowski.                                                                   |
| Isobilnoje (Изобильное)         | Dedawe, 1938–1945: „Deimehöh“, Klein Fließ, und (Adlig) Rathswalde                                  | Der Ort wurde 1947 umbenannt und war zunächst in den Dorfsowjet Nowoderewenski eingeordnet.                                                                        |
| Krasny Bor (Красный Бор)        | Krakau, (Klein) Steindorf, Peremtienen, Skrusdienen, 1938–1945: „Steinrode“, und Müllershorst [Fh.] | Der Ort wurde 1947 umbenannt und war zunächst in den Dorfsowjet Nowoderewenski eingeordnet.                                                                        |
| Lomonossowka (Ломоносовка)      | Permauern, 1938–1945: „Mauern“, und Meyerhof                                                        | Der Ort wurde 1947 umbenannt und war zunächst in den Dorfsowjet Iljitschowski eingeordnet.                                                                         |
| Marxowo (Марксово)              | (Groß) Steindorf, (Klein) Steindorf, Skrusdienen, 1938–1945: „Steinrode“, und Steingrenz            | Der Ort wurde 1947 umbenannt. |
| Meschdulessje (Междулесье)      | Kukers, Jodeiken und Knäblacken                                                                     | Der Ort wurde 1947 umbenannt und war zunächst in den Dorfsowjet Nowoderewenski eingeordnet.                                                                        |
| Nowaja Derewnja (Новая Деревня) | Alt Gertlauken                                                                                      | Der Ort wurde 1947 umbenannt und war zunächst der Verwaltungssitz des Dorfsowjets Nowoderewenski.                                                                  |
| Sapowedniki (Зaповедники)       | Lucknojen, 1938–1945: „Neuenrode“                                                                   | Der Ort wurde 1947 umbenannt und war zunächst in den Dorfsowjet Iljitschowski eingeordnet.                                                                         |
| Saranskoje (Саранское)          | Laukischken                                                                                         | Verwaltungssitz |
| Scholochowo (Шолохово)          | Schelecken, 1938–1945: „Schlicken“                                                                  | Der Ort wurde 1947 umbenannt und war zunächst in den Dorfsowjet Iljitschowski eingeordnet.                                                                         |

Der im Jahr 1947 umbenannte Ort Petino (Klein Rudlauken/zu Jorksdorf, Perdollen und Groß Rudlauken/Rotenfeld), der zunächst ebenfalls in den Saranski selski Sowet eingeordnet worden war, kam dann (vor 1975) aber zum Sosnowski selski Sowet.

### Saranskoje selskoje posselenije 2008–2016

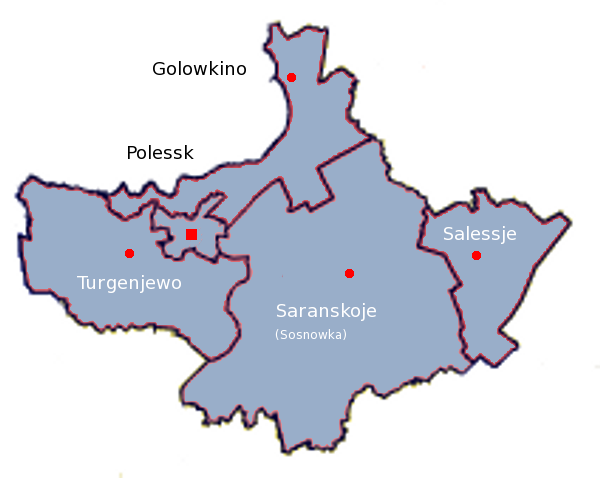
Lage der Landgemeinde Saranskoje selskoje posselenije innerhalb des Rajons Polessk

Die Landgemeinde Saranskoje selskoje posselenije (ru. Саранское сельское поселение) wurde im Jahre 2008 eingerichtet. Der Verwaltungssitz der Gemeinde befand sich allerdings in Sosnowka. Der Gemeinde gehörten 17 Siedlungen an, die sich vorher in den Dorfbezirken Saranski selski okrug und Sosnowski selski okrug befanden. In der Gemeinde lebten mehr als 4.000 Menschen. Die westliche Grenze bildete die Deime (russisch: deima). Im Jahr 2017 ging die Gemeinde im neu gebildeten Stadtkreis Polessk auf.
| Ortsname                        | Einwohner (2011) | deutscher Name                                                                                    |
| ------------------------------- | ---------------- | ------------------------------------------------------------------------------------------------- |
| Berjosowka (Берëзовка)          | 102              | Burgsdorf, Geidlauken/Heiligenhain, Friedrichsfelde, Petruschkehmen/Kleinburgsdorf und Schönwalde |
| Bogatowo (Богатово)             | 138              | Szargillen/Eichenrode                                                                             |
| Fewralskoje (Февральское)       | 469              | Groß Kirschnakeim/Kirschkeim und Klein Kirschnakeim/Kleinschanzkrug                               |
| Grigorjewka (Григорьевка)       | 19               | Sprindlack und Rathswalde                                                                         |
| Iljitschowo (Ильичёво)          | 290              | Kelladden/Waldwinkel                                                                              |
| Isobilnoje (Изобильное)         | 150              | Dedawe/Deimehöh und Klein Fließ                                                                   |
| Jelnikowo (Ельниково)           | 79               | Neu Kirschnabeck/Kleinhirschdorf                                                                  |
| Krasny Bor (Красный Бор)        | 165              | Krakau, (Klein) Steindorf, Peremtienen und Müllershorst [Fh.]                                     |
| Lomonossowka (Ломоносовка)      | 173              | Permauern/Mauern und Meyerhof                                                                     |
| Marxowo (Марксово)              | 73               | (Groß) Steindorf, (Klein) Steindorf, Skrusdienen/Steinrode und Steingrenz                         |
| Meschdulessje (Междулесье)      | 50               | Kukers und Jodeiken                                                                               |
| Nowaja Derewnja (Новая Деревня) | 543              | (Alt und Neu) Gertlauken                                                                          |
| Petino (Петино)                 | 92               | Groß Rudlauken/Rotenfeld, Perdollen und Jorksdorf                                                 |
| Sapowedniki (Заповедники)       | 25               | Luknojen/Neuenrode                                                                                |
| Saranskoje (Саранское)          | 1089             | Laukischken                                                                                       |
| Scholochowo (Шолохово)          | 113              | Schelecken/Schlicken                                                                              |
| Sosnowka (Сосновка)             | 888              | Groß Baum                                                                                         |

## Kirche

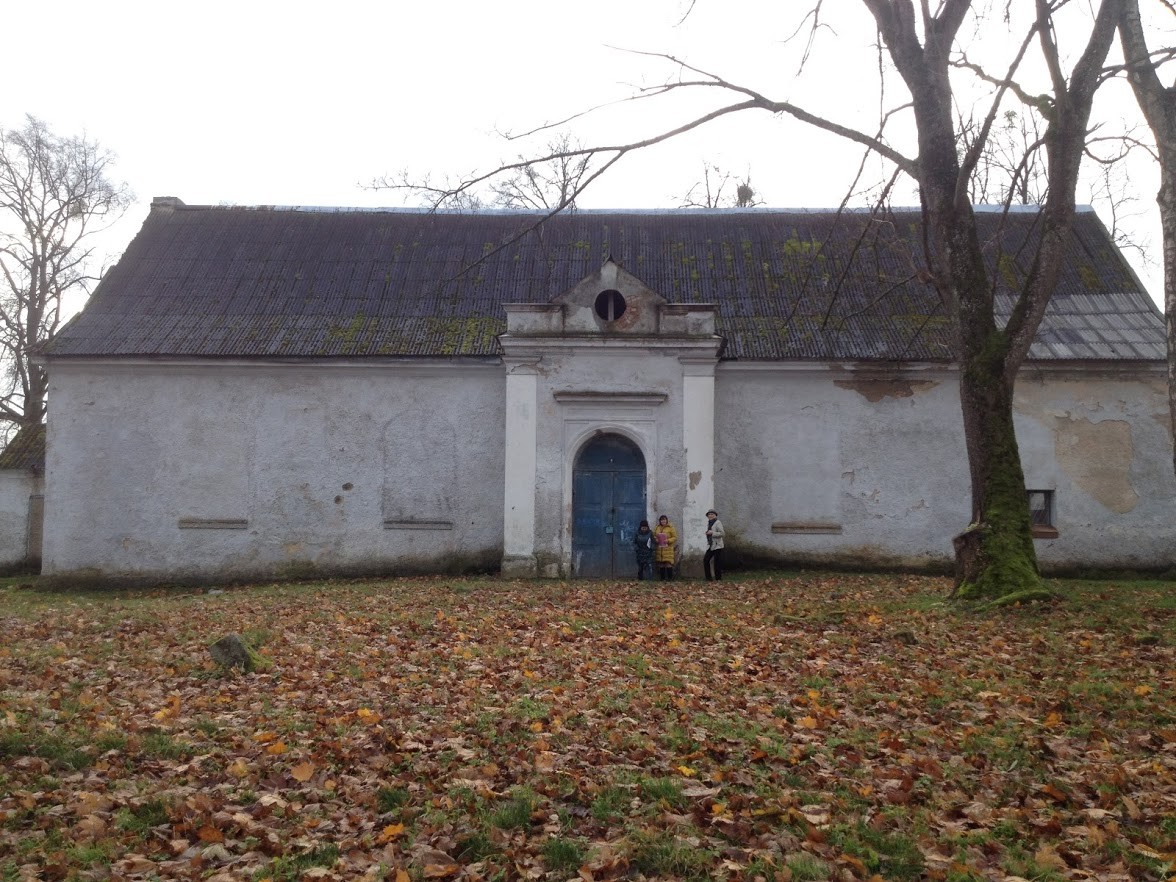
Ehemalige Kirche Laukischken

### Kirchengebäude
In Ersatz einer im Jahre 1607 errichteten Holzkapelle wurde in den Jahren 1809 bis 1812 in Laukischken das heute noch erhaltene Kirchengebäude errichtet. Es handelt sich um ein neugotisches Bauwerk mit einem ursprünglich an der Westseite angesetzten Turm. Die Kirche wurde 1914 bei den Kriegshandlungen schwer beschädigt, ein Wiederaufbau (ohne den Turm, lediglich ein Dachaufsatz) erfolgte in den Jahren 1920 bis 1924. Den Zweiten Weltkrieg überstand das Gebäude unbeschadet, wurde jedoch in der Folgezeit bis heute zweckentfremdet und als Kulturhalle sowie Diskothek genutzt.
Das alte Pfarrhaus, in dem die als Ännchen von Tharau besungene Anna Neander als Pfarrfrau 35 Jahre lebte, wurde 1993 abgerissen.

### Kirchengemeinde
Bereits in vorreformatorischer Zeit war Laukischken ein Kirchdorf. Mit Einzug der Reformation wurden hier lutherische Geistliche tätig. Das nahezu 60 Ortschaften umfassende Kirchspiel zählte im Jahre 1925 mehr als 6.000 Gemeindeglieder. Die Pfarrei, in der zwischen 1863 und 1945 zwei Pfarrer tätig waren, gehörte bis 1945 zum Kirchenkreis Labiau in der Kirchenprovinz Ostpreußen der Kirche der Altpreußischen Union.
Nach 1945 kam das kirchliche Leben aufgrund von Flucht und Vertreibung der einheimischen Bevölkerung sowie der restriktiven Kirchenpolitik der Sowjetunion zum Erliegen. In den 1990er Jahren entstand im Nachbardorf Lomonossowka (Permauern, 1938–1946 Mauern) eine neue evangelisch-lutherische Gemeinde, in deren Einzugsbereich Saranskoje heute liegt. Sie ist eine Filialgemeinde der Auferstehungskirche in Kaliningrad (Königsberg) in der Propstei Kaliningrad der Evangelisch-lutherischen Kirche Europäisches Russland.

## Persönlichkeiten des Ortes
In Laukischken lebte von 1641 bis 1676 Anna Neander, das Ännchen von Tharau, als Frau von drei Pfarrern, die an der Kirche Laukischken amtierten und alle vor ihr starben.
- Gustav Glogau (1844–1895), Philosoph in Zürich, Halle und Kiel
- Ludwig Meyländer genannt Rogalla von Bieberstein (1873–1940), preußischer Rittmeister a. D., Gutsbesitzer und Rechtsritter des Johanniterordens sowie Widerstandskämpfer
- Herbert W. Roesky (* 1935), Chemiker

## Verkehr
Saranskoje ist zu erreichen über die östlich  der Stadt Polessk verlaufende Regionalstraße 27A-014 (ex R514) und liegt unweit südlich deren Kreuzung mit der Regionalstraße 27A-145 (ex A190).